# Richard Huschke
Richard Huschke (Berlín, 6 d'agost de 1893 - Calw, 11 de gener de 1980) fou un ciclista alemany, professional des del 1912 al 1914 i del 1920 al 1928. Va competir tant en pista com en carretera.
El seu germà Adolf també fou ciclista professional.

## Palmarès en ruta
- 1920
  - 1r a la Berlín-Leipzig-Berlín
  - 1r a la Bayerische Rundfahrt
- 1921
  - 1r a la Volta a Colònia
  - 1r a la Berlín-Hamburg
  - 1r a la Bremen-Hannover-Bremen
- 1922
  -  Campió d'Alemanya en ruta
  - 1r a la Múnic-Berlín i vencedor d'una etapa
  - Vencedor d'una etapa a la Volta a Alemanya
- 1924
  - 1r a la Berlín-Cottbus-Berlín
  - 1r a la Zuric-Berlín i vencedor d'una etapa
- 1925
  -  Campió d'Alemanya en ruta
  - Vencedor d'una etapa a la Zuric-Berlín
- 1926
  - 1r a la Berlín-Cottbus-Berlín

## Palmarès en pista
- 1924
  - 1r als Sis dies de Berlín (amb Franz Krupkat)